# Liriomyza asteriphila
Liriomyza asteriphila este o specie de muște din genul Liriomyza, familia Agromyzidae, descrisă de Zlobin în anul 1996.
Este endemică în Jamaica. Conform Catalogue of Life specia Liriomyza asteriphila nu are subspecii cunoscute.